# Listă de localități din raionul Leova
Această listă conține satele și orașele din raionul Leova, Republica Moldova.
| Denumire         | oraș / centru de comună / sat |
| ---------------- | ----------------------------- |
| Băiuș            | centru de comună              |
| Beștemac         | centru de comună              |
| Borogani         | sat (comună)                  |
| Bulgărica        | sat în comuna Sărata Nouă     |
| Cazangic         | centru de comună              |
| Ceadîr           | sat (comună)                  |
| Cîmpul Drept     | sat în comuna Sărățica Nouă   |
| Cîzlar           | sat în comuna Cneazevca       |
| Cneazevca        | centru de comună              |
| Cociulia Nouă    | sat în comuna Băiuș           |
| Colibabovca      | sat (comună)                  |
| Covurlui         | sat (comună)                  |
| Cupcui           | sat (comună)                  |
| Cuporani         | sat în comuna Tigheci         |
| Filipeni         | sat (comună)                  |
| Frumușica        | sat în comuna Cazangic        |
| Hănăsenii Noi    | centru de comună              |
| Hîrtop           | sat în comuna Băiuș           |
| Iargara          | oraș                          |
| Leova            | oraș, reședință de raion      |
| Meșeni           | sat în Iargara                |
| Nicolaevca       | sat în comuna Hănăsenii Noi   |
| Orac             | sat (comună)                  |
| Pitești          | sat în comuna Beștemac        |
| Romanovca        | sat (comună)                  |
| Sărata Nouă      | centru de comună              |
| Sărata-Răzeși    | sat în Leova                  |
| Sărăteni         | centru de comună              |
| Sărățica Nouă    | centru de comună              |
| Sărățica Veche   | sat în comuna Tomaiul Nou     |
| Seliște          | sat în comuna Cazangic        |
| Sîrma            | sat în Leova                  |
| Tigheci          | centru de comună              |
| Tochile-Răducani | sat în Leova                  |
| Tomai            | sat (comună)                  |
| Tomaiul Nou      | centru de comună              |
| Troian           | sat în comuna Vozneseni       |
| Troița           | sat în comuna Vozneseni       |
| Victoria         | sat în comuna Sărăteni        |
| Vozneseni        | centru de comună              |